# 輝山大峯
輝山 大峯（てるやま おおみね、1945年11月15日 - ）は、熊本県熊本市出身で春日野部屋に所属した元大相撲力士。本名は中原 正次（なかはら まさつぐ）。身長182cm、体重120kg。最高位は東十両8枚目。得意技は右四つ、寄り、突き。

## 来歴
1961年7月場所に初土俵。突きは強かったが真っ直ぐ叩いたり引いたりする一本調子な取り口で勝ち味も遅かったので出世は遅かったが、1974年7月場所に所要78場所かかって念願の十両昇進を果たす。新十両の場所から2場所連続で8勝7敗と勝ち越すが、1975年1月場所は1勝14敗と大敗して幕下へ陥落。1976年11月場所に十両に復帰し、十両に7場所在位した。1979年1月場所に引退（廃業）。廃業後は福岡県福岡市中央区の「ちゃんこ上潮」で修業した後に独立し、熊本県熊本市で相撲料理店「ちゃんこ輝山」を経営した。

## 主な成績
- 通算成績：407勝382敗2休 勝率.516
- 十両成績：43勝62敗 勝率.410
- 現役在位：106場所
- 十両在位：7場所

### 場所別成績
| | 一月場所 初場所（東京） | 三月場所 春場所（大阪） | 五月場所 夏場所（東京） | 七月場所 名古屋場所（愛知） | 九月場所 秋場所（東京） | 十一月場所 九州場所（福岡） |
| --- | ----------------------- | ----------------------- | ----------------------- | --------------------------- | ----------------------- | --------------------------- |
| 1961年 （昭和36年） | x                       | x                       | x                       | （前相撲）                  | 西序ノ口31枚目 2–3–2    | 西序ノ口13枚目 3–4          |
| 1962年 （昭和37年） | 東序ノ口6枚目 3–4       | 東序二段93枚目 3–4      | 東序二段92枚目 4–3      | 西序二段59枚目 2–5          | 西序二段78枚目 4–3      | 東序二段42枚目 4–3          |
| 1963年 （昭和38年） | 西序二段27枚目 2–5      | 西序二段62枚目 4–3      | 西序二段27枚目 4–3      | 東三段目91枚目 4–3          | 東三段目66枚目 4–3      | 西三段目42枚目 4–3          |
| 1964年 （昭和39年） | 西三段目20枚目 1–6      | 西三段目51枚目 4–3      | 西三段目39枚目 4–3      | 東三段目26枚目 3–4          | 東三段目36枚目 2–5      | 東三段目65枚目 4–3          |
| 1965年 （昭和40年） | 西三段目47枚目 3–4      | 西三段目60枚目 5–2      | 東三段目30枚目 3–4      | 東三段目39枚目 6–1          | 東幕下98枚目 4–3        | 東幕下85枚目 4–3            |
| 1966年 （昭和41年） | 東幕下77枚目 3–4        | 西幕下81枚目 6–1        | 西幕下52枚目 4–3        | 西幕下45枚目 2–5            | 東幕下67枚目 3–4        | 東幕下79枚目 3–4            |
| 1967年 （昭和42年） | 東幕下87枚目 3–4        | 東幕下95枚目 4–3        | 西三段目24枚目 2–5      | 西三段目44枚目 5–2          | 西三段目17枚目 6–1      | 西幕下47枚目 4–3            |
| 1968年 （昭和43年） | 西幕下42枚目 4–3        | 西幕下34枚目 2–5        | 西幕下52枚目 6–1        | 東幕下30枚目 3–4            | 西幕下35枚目 4–3        | 西幕下28枚目 4–3            |
| 1969年 （昭和44年） | 東幕下23枚目 3–4        | 西幕下27枚目 2–5        | 東幕下45枚目 4–3        | 東幕下39枚目 5–2            | 東幕下22枚目 3–4        | 東幕下28枚目 5–2            |
| 1970年 （昭和45年） | 西幕下16枚目 2–5        | 東幕下29枚目 5–2        | 西幕下15枚目 3–4        | 西幕下20枚目 3–4            | 東幕下25枚目 4–3        | 東幕下22枚目 4–3            |
| 1971年 （昭和46年） | 東幕下18枚目 2–5        | 西幕下33枚目 3–4        | 西幕下41枚目 3–4        | 東幕下48枚目 6–1            | 東幕下22枚目 4–3        | 東幕下19枚目 3–4            |
| 1972年 （昭和47年） | 西幕下22枚目 5–2        | 東幕下9枚目 3–4         | 西幕下14枚目 2–5        | 西幕下27枚目 5–2            | 東幕下17枚目 3–4        | 西幕下21枚目 6–1            |
| 1973年 （昭和48年） | 東幕下10枚目 4–3        | 東幕下6枚目 2–5         | 西幕下17枚目 5–2        | 西幕下9枚目 2–5             | 西幕下24枚目 3–4        | 西幕下31枚目 6–1            |
| 1974年 （昭和49年） | 西幕下11枚目 6–1        | 西幕下3枚目 3–4         | 東幕下7枚目 6–1         | 西十両13枚目 8–7            | 東十両10枚目 8–7        | 東十両8枚目 7–8             |
| 1975年 （昭和50年） | 西十両10枚目 1–14       | 西幕下16枚目 5–2        | 東幕下8枚目 4–3         | 西幕下5枚目 3–4             | 東幕下9枚目 5–2         | 西幕下3枚目 4–3             |
| 1976年 （昭和51年） | 西幕下2枚目 3–4         | 東幕下6枚目 3–4         | 東幕下14枚目 5–2        | 西幕下5枚目 5–2             | 東幕下2枚目 5–2         | 東十両11枚目 7–8            |
| 1977年 （昭和52年） | 西十両13枚目 9–6        | 東十両10枚目 3–12       | 西幕下7枚目 1–6         | 西幕下33枚目 4–3            | 東幕下29枚目 4–3        | 東幕下20枚目 4–3            |
| 1978年 （昭和53年） | 東幕下16枚目 4–3        | 東幕下10枚目 3–4        | 東幕下15枚目 2–5        | 東幕下33枚目 3–4            | 東幕下44枚目 6–1        | 西幕下20枚目 4–3            |
| 1979年 （昭和54年） | 西幕下17枚目 引退 4–3–0 | x                       | x                       | x                           | x                       | x                           |
| 各欄の数字は、「勝ち-負け-休場」を示す。 優勝 引退 休場 十両 幕下 三賞：敢=敢闘賞、殊=殊勲賞、技=技能賞 その他：★=金星 番付階級：幕内 - 十両 - 幕下 - 三段目 - 序二段 - 序ノ口 幕内序列：横綱 - 大関 - 関脇 - 小結 - 前頭（「#数字」は各位内の序列） |                         |                         |                         |                             |                         |                             |

## 改名歴
- 中原（なかはら）1961年7月場所 - 1963年5月場所
- 輝山 大峯（てるやま おおみね）1963年7月場所 - 1979年1月場所